# 卡魯普
卡魯普是位於丹麥中日德蘭大區之維堡市鎮的城鎮。面積1.97平方公里，2022年共計有2189位居民。
丹麥政治家莫滕·博斯科夫於1970年出生於卡普魯。